# 李汝珍紀念館
李汝珍紀念館，位於中國江蘇省連雲港市，1992年建成，館內收藏各種李汝珍《鏡花緣》版本，並免費開放參觀。

## 历史
李汝珍纪念馆在灌云县板浦镇职业中学院内东侧，原为两淮盐运使司淮安分司板浦场署员寓所的部分。李汝珍在其兄李汝璜为板浦场大使时，随之在此安居，是李汝珍读书、习作、起居之所。1985年，灌云县人民政府为纪念李汝珍，在旧址建李汝珍纪念馆，并于1993年筹款67万元，由扬州古建筑园林工程公司维修。纪念馆一宅两进，为徽式建筑风恪。有书房、客厅、卧室及花园。门厅门楣上有“李汝珍纪念馆”金字匾额，由书法家尉天池写。主展厅正中，矗立李汝珍塑像。